# Palazzo del Cassero ora Colavolpe Severi
Palazzo del Cassero ora Colavolpe Severi è un edificio di Fano realizzato da Guido del Cassero nel 1330 addossato alla cinta muraria romana in corrispondenza dell'Arco di Augusto.
Si sviluppa su tre livelli compreso il piano terra: il piano nobile è il primo.
È stato ristrutturato a partire dagli anni venti del novecento da Leonardo Severi, già ministro della Pubblica Istruzione del governo Badoglio e Presidente del Consiglio di Stato nel secondo dopoguerra. La copertura a falda unica fu sostituita con una a padiglione.